# Deux Satyres
Deux Satyres est une peinture à l'huile fait entre 1618 et 1619 par Pierre Paul Rubens. Il mesure 76 sur 66 cm et est maintenant dans la Alte Pinakothek de Munich.